# Ганноверская Высшая школа музыки и театра
Ганноверская Высшая школа музыки, театра и медиа (нем. Hochschule für Musik, Theater und Medien Hannover) — германская консерватория, расположенная в Ганновере.

## История
В 1897 году в городе была основана частная консерватория, которая в 1911 году перешла под управление муниципалитета, а в 1943 году получила статус земельной музыкальной школы (нем. Landesmusikschule). В 1950 году объединилась с частной Ганноверской театральной школой в Академию музыки и театра (нем. Akademie für Musik und Theater). В 1973 году въехала в новое здание и перешла в подчинение земельной администрации Нижней Саксонии. В 1992 году в состав школы вошёл Европейский центр еврейской музыки, в 2010 году в структуре школы были выделены Институт камерной музыки и Институт ранней музыки, в том же году в название школы было добавлено слово «медиа», а в её состав вошёл Институт журналистики и коммуникационных исследований (нем. Institut für Journalistik und Kommunikationsforschung). В 2012 году в отдельные подразделения выделились Институт новой музыки и Институт джаза, поп- и рок-музыки.

## Современное состояние
По состоянию на 2019/2020 учебный год в школе обучалось 1534 студента, специализирующихся в области музыки, музыковедения, театра и медиа.

## Руководство
- Герман Бруне, Эмиль Эверс, Карл Леймер (1897—1922)
- Эмиль Эверс, Карл Леймер (1922—1934)
- Вальтер Хён (1935—1942)
- Иоганнес Рёдер (1942—1944)
- Вальтер Хён (1946—1952)
- Эрнст Лотар фон Кнорр (1952—1961)
- Феликс Прохаска (1961—1969)
- Рихард Якоби (1968—1993, с 1979 г. президент)
- Петер Беккер (1993—1997)
- Клаус Эрнст Бене (1997—2003)
- Катя Шефер (2003—2005)
- Рольф Буркхард Климе (2006—2009)
- Сюзанна Роде-Брейман (с 2010 г.)